# Ralf Büchner

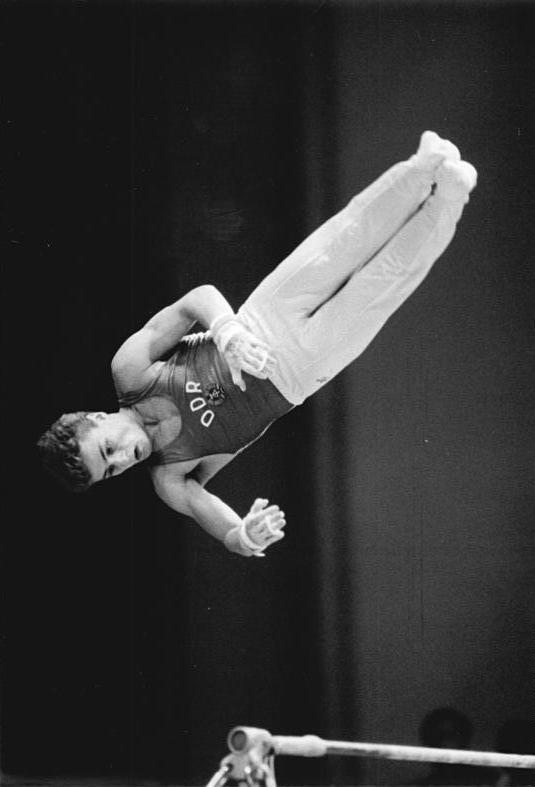

Ralf Büchner (né le 31 août 1967) est un gymnaste allemand, ayant représenté la RDA puis l'Allemagne unifiée.

## Palmarès

### Jeux olympiques
- Séoul 1988
  -  médaille d'argent au concours général par équipes

### Championnats du monde
- Indianapolis 1991
  -  médaille d'or à la barre fixe
  -  médaille de bronze au concours général par équipes

### Championnats d'Europe
- Lausanne 1990
  -  médaille d'argent au saut de cheval
  -  médaille de bronze à la barre fixe

- Budapest 1992
  -  médaille de bronze au cheval d'arçons